# Shāveh-ye Şeyvān
Shāveh-ye Şeyvān (persiska: شاوه صیوان, Beyt-e Seyvān) är en ort i Iran.   Den ligger i provinsen Khuzestan, i den centrala delen av landet, 500 km söder om huvudstaden Teheran. Shāveh-ye Şeyvān ligger 54 meter över havet och antalet invånare är 306.
Terrängen runt Shāveh-ye Şeyvān är platt, och sluttar västerut.Runt Shāveh-ye Şeyvān är det ganska tätbefolkat, med 58 invånare per kvadratkilometer. Närmaste större samhälle är Marbachcheh, 18,7 km nordost om Shāveh-ye Şeyvān. Trakten runt Shāveh-ye Şeyvān är ofruktbar med lite eller ingen växtlighet.